# 人類肛門
人類肛門（英語：human anus；源自拉丁語 ānus，意為「環、圓圈」） 是人類消化道終端管道（肛管）的外部開口，位於臀間裂內。肛管（anal canal）或肛道、肛門管，是消化道末端的通道，其上接直肠，下止于肛缘（anal verge），长3～4cm，两侧为坐骨直肠窝，前方男性有尿道和前列腺，女性有阴道，后方为尾骨。稱為“肛門管”是為了區別臨床有時將灌腸所用的塑膠管路稱“肛管”，其正式稱呼為直腸管（rectal tube）或灌腸管（enema tube）。
肛門俚語稱「屁眼」、「糞口」等，臺灣台語「尻川口」。
肛門的主要功能是排便以及控制排便，肛門的括約肌平時維持肛門口於收緊狀態，在排便時才放鬆。括約肌環繞肛管，分為內括約肌，是非隨意的平滑肌，和外括約肌，是骨骼肌、隨意肌。
肛門有其獨特的疾病，例如痔瘡、肛裂、肛門膿瘍及瘻管、肛門狹窄、肛門搔癢症，也包括一些性病，例如肛門尖狀濕疣(菜花)。
在人類文化肛門通常被認為是身體隱密的禁忌部位，並有許多通常為粗俗的俚語稱呼（例如爆菊花）。在各人類社會、文化、宗教、歷史中，對肛門性行為的態度，各不相同，現今某些國家不以法律限制之，而在某些國家則以法律刑責禁止肛門性行為，甚至包括死刑（同性戀者判死刑）。

## 構造

人類肛門，正面解剖示意圖

肛門是胃腸道排便的最後出口，直腸延伸穿過骨盆底到出口即為肛門。亦可稱直腸向外末端之肛管為肛門。從直腸肛門交界處到肛門皮膚交界處的通道為『肛管』。通道從直腸延伸穿過骨盆底到出口，長度約2.5-3.5公分，除排便時以外，肛管保持閉合狀態。內與外肛門括約肌構成通道的管壁。

肛門內括約肌是直腸環肌層的延續，屬平滑肌受自主神經支配，其上界為齒狀線，下達括約肌間溝。它的肌肉纖維呈螺旋狀（而不是環形）排列。
直腸腸壁的環走肌在肛管周圍增厚而構成肛門的內括約肌。 交感神經刺激會刺激並維持內括約肌收縮，而副交感神經刺激會抑制內括約肌的收縮。在直腸壺腹部擴張時內括約肌會放鬆，需要自主收縮恥骨直腸肌和肛門外括約肌來控制排便。

肛門外括約肌由骨骼肌纖維組成呈橢圓形圍繞肛管。連接到肛門邊緣周圍的皮膚，保持一種靜態的張力。外肛門括約肌比內肛門括約肌強壯得多。外括約肌的內端與內括約肌（其外端終止於肛門出口內不遠處）部份重疊。
肛管內層的黏膜會形成縱走的條狀隆起，稱為肛柱，含有動脈與靜脈的血管網，將肛柱的上端以假想線連接起來即代表肛管直腸交界處。肛柱的下端以橫向的膜狀結構相連，稱為肛瓣，肛瓣的上方的小凹窩稱為肛竇。肛柱與肛瓣間形成類似梳子的梳齒般的分界線稱為齒狀線，肛管包含胚胎來源不同的兩部分。齒狀線之內發育自後腸，屬於內臟系統，表層是粘膜；齒狀線之外則發育自外胚層，原肛(proctodeum)，屬於體壁系統，表層是皮膚。此兩部分在血管供應、神經支配、淋巴回流等方面皆不同。

肛門和男性陰囊、女性外陰之間，為通俗說的會陰。

## 排便/控制排便

肛門內與外括約肌控制排便

肛門的機能是排便以及控制排便。大部分的時間直腸內沒有糞便。

「副交感排便反射(parasympathetic defecation reflex)」強化平滑肌的收縮，並使肛門內括約肌舒張，引發排便：
1. 當團塊運動把糞便從乙狀結腸推進直腸後,引起排便反射，加強後段結腸蠕動收縮,排空後段結腸，同時讓肛門內括約肌鬆弛。
2. 直腸內壓力隨著糞便進入而增加。伴隨腹部和骨盆底的肌肉收縮提高腹內壓，進一步增加直腸內壓力 。
3. 肛門的內括約肌對壓力增大有放鬆反應，骨盆底肌肉收縮,將肛門配合向外向上收提,使糞便進入肛管。
4. 當糞便被推入肛管時，直腸蠕動推出糞便。放鬆肛門內外括約肌終使糞排出。

團塊運動為大腸推進糞便的主要方式。常在餐後半小時出現,每次持續10-30分鐘,是一種腸道的集體收縮作用,使大腸內的糞便一起往下移動。

外括約肌是受意識控制的骨骼肌,控制選擇適當的地點與時間才進行排便。如環境不允許、沒有排便，大腦意識皮質的訊號傳到脊隨，經由陰部神經，收縮肛門外括約肌，排便反射會消失，待下一次團塊運動引發另一個排便反射。新生兒和大便失禁患者經由反射作用引發排便，外括約肌不受到意識調節而沒有收緊,就排便。

## 臨床疾病
醫學上，肛管及其周邊的臨床問題通稱肛門疾病。

### 肛裂

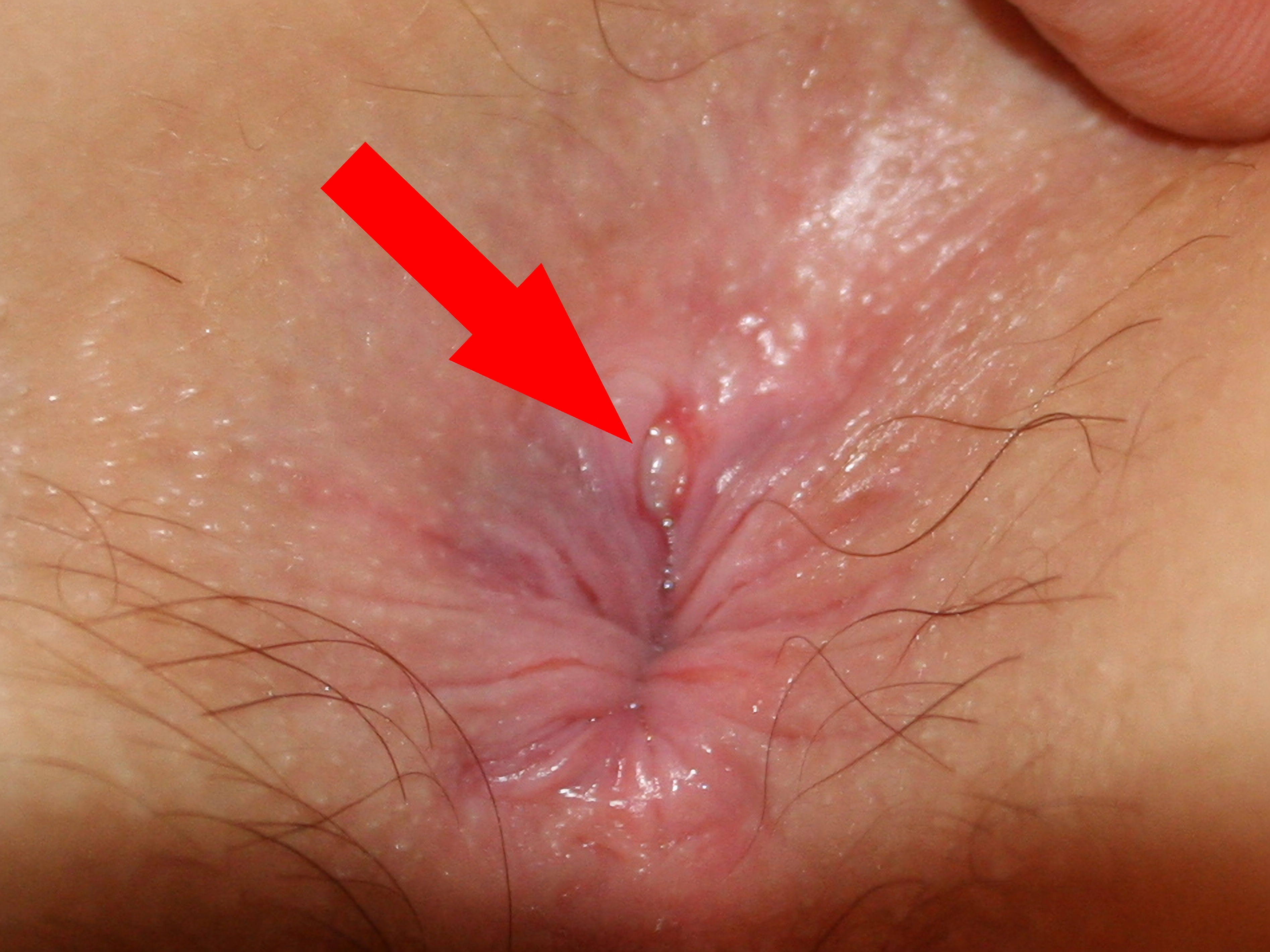
箭頭標示肛門口的肛裂

肛裂是排便時，尤其是排便不正常如便祕或腹瀉，造成肛門口黏膜皮膚層的撕裂傷。傷口下暴露的內括約肌發生痙攣。容易引起劇烈疼痛，痙攣也會拉開裂縫的邊緣，使傷口難以癒合。症狀包括肛門劇烈疼痛，特別是排便時及排便後；其他可能包括出血、分泌物或搔癢。 一般來說，大部份的肛裂程度屬輕微，如果排便順利，傷口會逐漸癒合。如果沒有癒合，原因可能是排便時反覆撕裂傷或肛門外括約肌因疼痛而痙攣導致局部血液供應不足，影響肛裂癒合。治療首先可以使用溫熱水坐浴促進局部血液循環、減輕疼痛。治療肛裂需要預防和改善便秘或排便不正常，可以使用高纖維飲食、大便軟化劑，和瀉藥。有些肛裂可能需要局部硝化甘油乳膏、鈣通道阻滯劑藥膏、注射肉毒桿菌毒素以放鬆肛門括約肌，促進肛裂癒合。嚴重的慢性肛裂可能需要手術「側方肛門內括約肌切開術」切斷部份肛門內括約肌。

### 痔瘡
痔瘡是肛門內、外靜脈叢的病變。痔瘡可能引起肛門出血；疼痛不舒服；肛門口搔癢；或腫脹脫出肛門。痔瘡的惡化常與便秘，排便用力及懷孕有關。輕微、短期的痔瘡通常透過溫熱水坐浴、藥物治療、保持排便順利，減少用力、排便太久來改善症狀。有些嚴重的長期痔瘡需要手術治療，如橡皮筋結紮內痔或切除內外痔等手術。

### 肛門周圍膿瘍/肛門瘻管
肛門膿瘍通常是由細菌感染肛門腺所引起。細菌感染引發在內外括約肌之間或兩側、不同位置大小深淺的膿瘍。膿瘍後續自發性破出或手術引流之後發展為肛門瘻管。膿瘍及肛門瘻管通常須外科手術治療。

### 癌症
早期的肛門癌常沒有症狀。可能會發現的症狀包括：肛門出血、有腫塊、搔癢，或肛門內或周圍疼痛。但是所有這些症狀大都是由非癌症的疾病所引起。肛門癌的檢查是「直腸肛門指檢」；診斷是「切片生檢」。治療方法取決於肛門癌的期別以及伴隨的其他身體狀況。
有時會以手術切除肛門癌來作診斷或治療。大多數人則併行接受兩種治療：
- 放射療法－殺死癌細胞。
- 化學療法－以藥物殺死癌細胞或阻止其生長。

肛門癌一般為鱗狀細胞癌、上皮癌，不同於大腸直腸的腺癌。肛門癌的治療方法與結腸、直腸癌不同。肛門癌的治療合併放療、化療，增加了完整肛門括約肌的保存。肛門癌與大腸直腸癌症比較，人數不到其百分之一。

### 肛門尖形濕疣

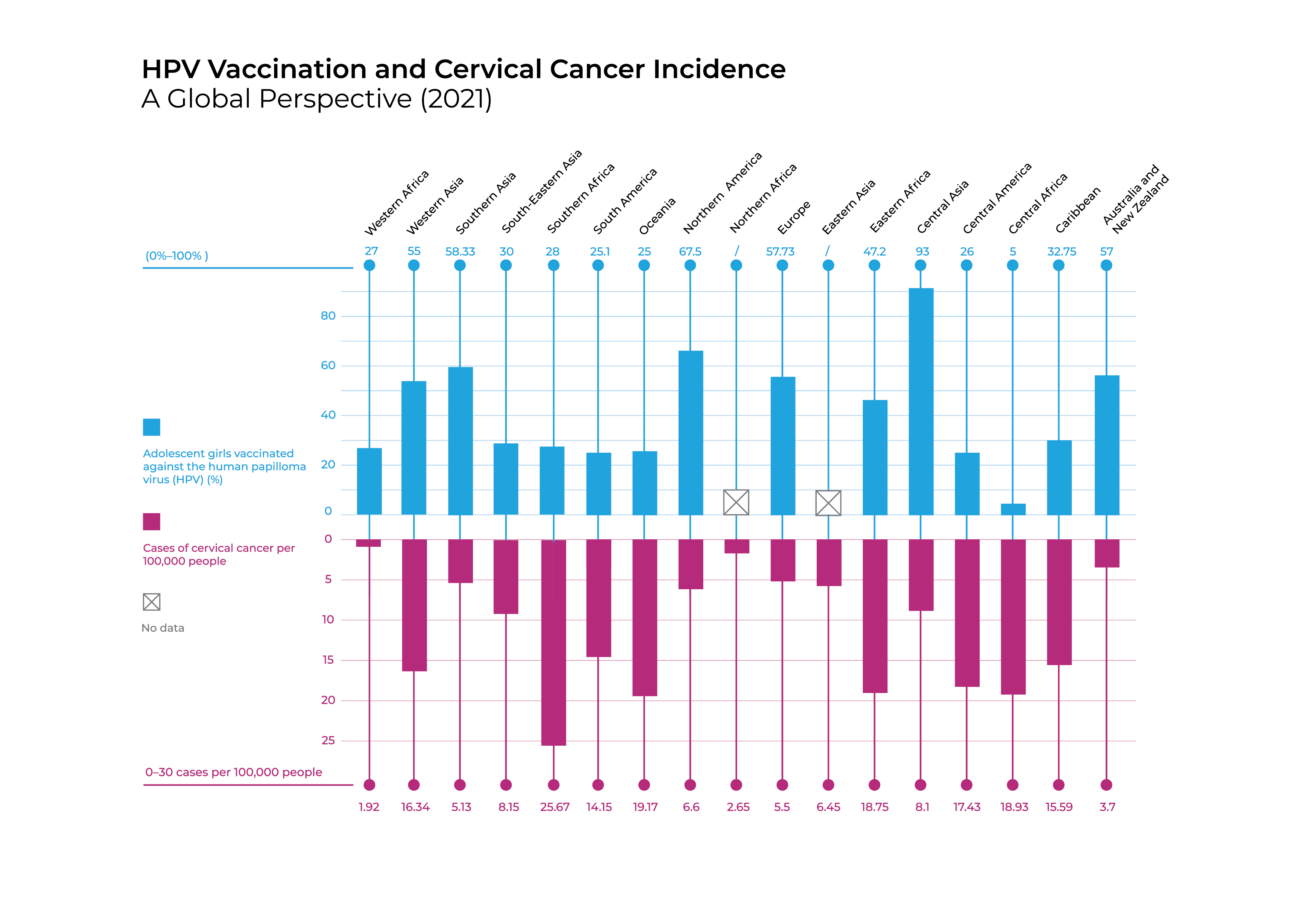
（2021年）全球各地區青春期女孩HPV疫苗接種率(藍色)和每十萬人子宮頸癌病例數(紅色)。

也稱為肛門生殖器疣，anogenital wart，俗稱「菜花」。是由人類乳突病毒，HPV，所致的良性贅生物，主要發生在生殖器、會陰、肛周部位。人類乳突病毒的類型超過兩百種。
其中引起尖形濕疣的病毒型，90%是與癌症無關的「6 型和11型」。少數的病灶可發見16、18、31、33和35型，通常是與「6 型、11型」之併行感染。
。

肛門生殖器疣為皮膚直接接觸傳播，屬性傳染病。肛門內疣主要見於有肛交史的患者，但也可出現在沒有肛交史的人。明確病毒的感染時間無法確定，因為病灶可在感染後數月或數年才出現。感染者即使沒有明顯病灶，也可以有傳染力。
四價和九價「人類乳突病毒疫苗」可預防尖形濕疣。截至 2022 年，已有至少 144 個國家將 HPV 疫苗納入女孩的常規疫苗接種範圍，47 個國家也納入男孩接種。此疫苗是預防性的，而不是治療性的，對已經感染的人，則沒有幫助。疫苗必須在接觸病毒之前接種才有效，最好是在開始性活動之前的年齡接種，即 9到12歲。
僅管可以合理地預期，對已經感染過的人，對已經過了接種年齡的人，對已經開始性活動的人，接種疫苗可以預防由不同病毒型引起的新感染或是相同病毒型的再次感染，然而實際上，美國疾病管制與預防中心、美國癌症協會不建議26 歲以上的人，接種疫苗 。

### 其他
無肛症，一種先天性肛門直腸畸形。

肛門瘙癢症是指肛周肌膚持續發癢。因潮濕、分泌物、及衣物和坐姿而產生的摩擦，都會進一步加劇瘙癢感。無論病因如何，患者「癢－抓－癢」的惡性循環會加重病情。超過75%的病例，未知病因、稱「自發性」。

## 社會與文化

### 肛門性行為
肛門是神經末梢相對集中的地方，可以作為性感帶進行刺激，儘管常與男性同性戀相關連，但也有異性戀、女性同性戀者從事肛交。
除了神經末梢密集的原因之外，肛門與男性前列腺之間，以及女性陰道、陰蒂腳的臨近，使之受到了間接刺激，也可能與肛交獲得快感有關。肛交可以是性活動的主要形式，也可以是伴隨型的刺激。例如，在陰道性交過程中刺激肛門。肛門快感也可以透過肛門自慰、肛門指交、坐臉、舔肛門以及其他插入式和非插入式行為來獲得。

由於直腸內壁比陰道更容易造成撕裂傷害，且不會像陰道般分泌潤滑液，插入肛交可能造成傷害的危險性以及傳播性病、如愛滋病毒的風險比陰道性交更大。
今男性與男性之間的肛交性行為稱雞姦，源自㚻姦：『明律有㚻奸罪條，將男作女也。』

### 性悖軌法
把特定的性行為，尤其是肛交，定位為犯罪加以處罰，一般稱為性悖軌法（Sodomy law）。處罰肛交的國家，常也會認定其他特定性行為「違反教義」，「違反自然」如自慰、口交等，加以處罰。歷史上，男性同性戀行為如肛交、在許多法律體系中被列為應受嚴厲懲罰的犯罪行為、如英國。許多國家直到近年才將肛交除罪化，例如：英國德國在1994年，美國聯邦在2002年，新加坡在2022年，才正式廢除肛交罪，平等地對待同性和異性性行為。如今在汶萊、茅利塔尼亞、烏干達、伊朗、奈及利亞、巴基斯坦、沙烏地阿拉伯、阿拉伯聯合大公國、巴基斯坦和葉門，同性性行為可能會被判處死刑。
在非明文處罰同性性行為的國家、地區，「LGBT」族群依然面臨法外處決或仇恨犯罪的危險。